# Reggie Wells
(en) Statistiques sur pro-football-reference
Reginald Arness Wells (né le 3 novembre 1980 à South Park Township) est un joueur américain de football américain.

## Enfance
Wells va à la South Park High School de sa ville natale où il joue au football américain et au basket-ball.

## Carrière

### Université
Il entre à l'université de Clarion en Pennsylvanie et joue quatre années comme titulaire.

### Professionnel
Reggie Wells est sélectionné au sixième tour du draft de la NFL de 2003 par les Cardinals de l'Arizona au 177e choix. Après avoir fait sa saison de rookie, il devient titulaire au poste d'offensive guard. Après une saison 2005 où il ne joue que neuf matchs, il reprend son poste de titulaire. Lors de la cinquième journée de la saison 2007, il marque son premier touchdown après avoir récupéré un fumble de Edgerrin James.
Le 3 septembre 2010, il est échangé aux Eagles de Philadelphie en échange du sixième choix de Philadelphie au draft de 2011. Pour sa première saison à Philadelphie, il joue huit matchs dont un comme titulaire. Après cette saison, il est libéré par la franchise avant de revenir le 20 août 2011 mais il n'est pas conservé dans l'effectif pour l'ouverture de la saison.
Le 13 septembre 2011, Wells signe avec les Panthers de la Caroline avant d'être libéré le 20 septembre. Il revient en Caroline le 19 octobre après la blessure de Jeff Otah